# Добревци (Ловечская область)
Добревци (болг. Добревци) — село в Болгарии. Находится в Ловечской области, входит в общину Ябланица. Население составляет 528 человек.

## Политическая ситуация
В местном кметстве Добревци, в состав которого входит Добревци, должность кмета (старосты) исполняет Петыр Недков Петров (независимый) по результатам выборов.
Кмет (мэр) общины Ябланица — Иван Райков Цаков (независимый) по результатам выборов.